# Casa Nova del Planell
La Casa Nova del Planell és una obra de Tona (Osona) protegida com a Bé Cultural d'Interès Local.

## Descripció
Mas de planta rectangular i coberta a dues aigües, situat sobre una superfície d'uns 271m2. L'edifici consta de planta baixa i primer pis, i les parets exteriors són d'aparell de pedra arrebossat. La façana principal es divideix en tres arcs sostinguts per dos pilars, i té dues plantes annexes unides per una terrassa. La casa té un pati tancat d'entrada i té adossades a la façana dues antigues grans edificacions per a usos agrícoles, construïdes amb pedra a la base i totxo a la resta de l'edifici. Recentment s'han afegit unes finestres de pedra respectant l'estil típic de la zona.